# Alexander Mackenzie (homme politique)
Pour les articles homonymes, voir Alexander Mackenzie et Mackenzie.
Alexander Mackenzie (né le 28 janvier 1822 et mort le 17 avril 1892) est un homme d'État. Il est le deuxième premier ministre du Canada, poste qu'il occupe du 7 novembre 1873 au 8 octobre 1878.

## Biographie
Né à Logierait, en Écosse, il émigre au Canada en 1842 après avoir complété son éducation dans des écoles publiques de Perth, Moulin (en), et Dunkeld, en Écosse. Mackenzie épouse Helen Neil (1826-1852) en 1845 ; ils auront trois enfants (dont une fille seulement survit à l'enfance). En 1853, il épouse Jane Sym (1825-1893).

## Carrière politique
Quand le gouvernement Macdonald tombe à la suite du scandale du Pacifique en 1873, le gouverneur-général, Lord Dufferin, doit faire appel à quelqu'un pour former un gouvernement. Il n'y a alors aucun chef clair du Parti libéral.

### Premier ministre
Mackenzie est le quatrième appelé et le premier à accepter le poste de premier ministre. Il forme un gouvernement et demande ensuite au gouverneur-général de déclencher des élections pour janvier 1874. Les libéraux sont alors élus, et Mackenzie devient premier ministre jusqu'aux élections de 1878.
En tant que premier ministre, Mackenzie travaille à la réforme et la simplification de la machine gouvernementale. Il introduit le bulletin de vote secret, crée la Cour suprême du Canada, établit le Collège militaire royal du Canada à Kingston, en Ontario, en 1874. Il crée également le poste de vérificateur général en 1878 et lutte pour lancer un système de chemin de fer national.

### Défaite par les conservateurs de Macdonald
Quand les conservateurs de Macdonald sont revenus au pouvoir avec un gouvernement majoritaire, Mackenzie demeure chef de l'Opposition jusqu'en 1880, quand il cède la direction du Parti libéral à Edward Blake.
Bien qu'il soit alors de coutume que le monarque britannique fasse chevalier tous les premiers ministres canadiens, Mackenzie refuse l'offre à cause de son héritage écossais.

## Décès
Il meurt à Toronto d'une mauvaise chute où il se blesse la tête. Il est enterré au cimetière Lakeview, à Sarnia (Ontario).

## Vie privée
Helen Neil Mackenzie (21 octobre 1826 - 4 janvier 1852) fut la première épouse d'Alexander Mackenzie. Elle a trois enfants et meurt après sept ans de mariage. Helen et Alexander n'eurent qu'un seul enfant qui survit (les deux autres meurent très jeunes) : une fille, nommée Mary Mackenzie. C'est à cause d'Hélène, qui a déjà émigré au Canada avec sa famille, qu'Alexander décide lui-même de venir au Canada.
Presbytérien de famille, il devient chrétien baptiste . En Écosse, il est membre d’une église baptiste à Irvine. Au Canada, il est un membre de l'église baptiste Bunyan, près de Sarnia, où il assure la direction de culte. À Ottawa, il est membre de la First Baptist Church, sur la colline du Parlement. À Toronto, il devient membre de la Jarvis Street Baptist Church.